# Sorin Matei
Sorin Matei (né le 6 juillet 1963 à Bucarest) est un athlète roumain, spécialiste du saut en hauteur et actuel dirigeant de la Fédération roumaine d'athlétisme.
Il a franchi une barre placée à 2,40 m à Bratislava (Slovaquie) le 20 juin 1990.
Son record en salle est de 2,38 m réalisé à Wuppertal (Allemagne) le 3 février 1995.

## Palmarès
- 1er Championnat du monde en salle à Indianapolis (U.S.A.) le 07/03/1987 - 5e avec 2,32 m.

- 2e Championnat du monde à Rome (Italie) le 06/09/1987 - 6e avec 2,32 m

- 3e Championnat du monde en salle à Séville (Espagne) le 10/03/1991 - 6e avec 2,31 m.